# Stade l’Abbé-Deschamps
Stade l’Abbé-Deschamps – stadion piłkarski położony we francuskim mieście Auxerre. Stadion został zbudowany w 1904 roku, a poddany renowacji w 1994 roku. Pojemność stadionu po renowacji wynosi 24 493 miejsc. Na stadionie swoje mecze rozgrywa drużyna Ligue 1 AJ Auxerre. 

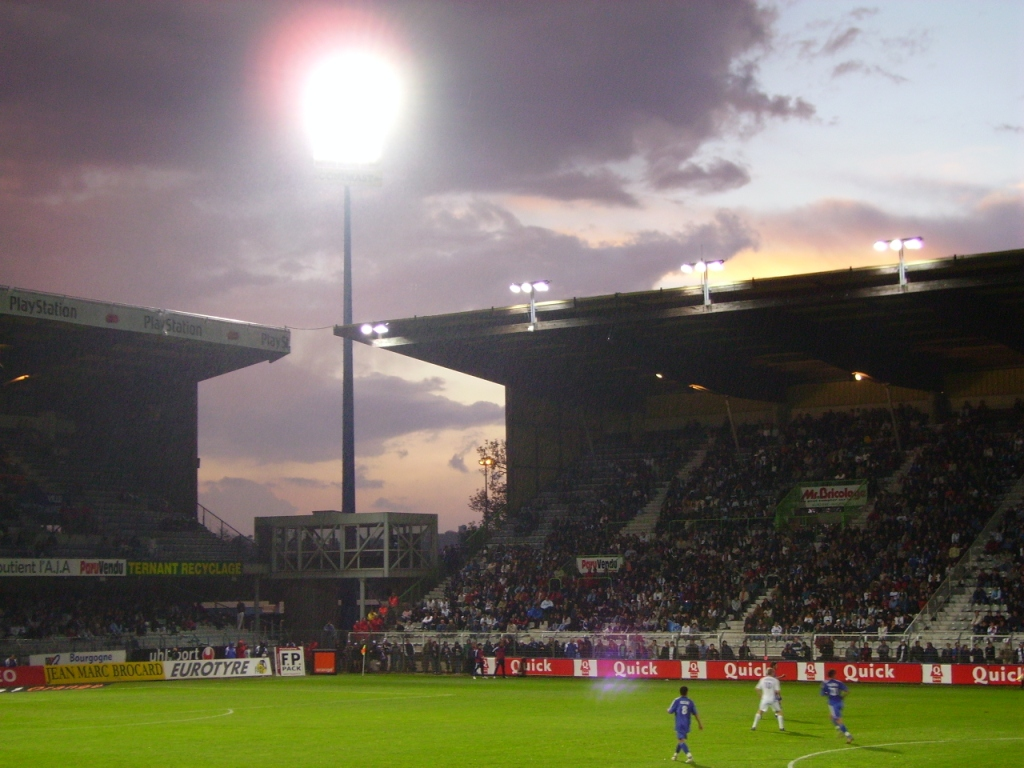
Stade Abbé-Deschamps